# N-亚硝基二甲胺
N-亚硝基二甲胺（英語：N-Nitrosodimethylamine，缩写：NDMA）又称二甲基亚硝胺（dimethylnitrosamine，缩写：DMN），是一种半挥发性有机化学品，气味很弱，易溶于水及醇、醚等有机溶剂，极易光解。NDMA具有强肝脏毒性，属IARC第2A类致癌物质。主要用于火箭燃料、抗氧剂等制造。

## 制备
N-亚硝基二甲胺可由二甲胺和亚硝酸钠在盐酸存在下反应而成。

## 环境生成
N-亚硝基二甲胺由二甲胺与亚硝酸盐在酸性条件下反应而生成，微量存在于多种消费品中，例如腌制食品、鱼、啤酒和烟草烟雾中等，但是它不会在生物体中富集。N-亚硝基二甲胺还是以氯或二氧化氯消毒自来水时的可能副产物，而用臭氧作消毒剂则不会生成。NDMA不易降解或挥发，且不能被活性炭吸附，因此不容易从饮用水中去除。美国环保署已规定饮用水中的N-亚硝基二甲胺最大容许浓度为每升中7纳克，尚未设置饮用水监管的最大污染物水平（MCL）。

## 应用
NDMA曾在工业上用作溶剂、润滑剂和汽油添加剂，以及有机合成的中间体，亦可用于制造火箭燃料偏二甲肼（UDMH）。在医学中则常用于医药及食品分析研究，系食品卫生和环境检测方面作为重要指标的标准样品，实验室中则普遍使用NDMA作为建立实验动物（如小白鼠）肝损伤模型或肿瘤模型时的诱发剂。

## 毒性
N-亚硝基二甲胺急性中毒可引起肝脏损伤、血液血小板计数下降、转氨酶浓度升高，还包括头痛，发烧，呕吐，腹痛，分散性皮下出血，嗜睡，恶心，腹泻等症状。较小剂量的长期暴露也可能增加肝癌风险。N-亚硝基二甲胺小鼠口服半数致死量（LD50）为37.0mg/kg.

### 中毒案例
- 1978年美国急性N2中毒案例
  - 该案例已收入美国官方文献并作了简述：美国卫生部和环境署联合发布的关于N2的毒物说明《TOXICOLOGICAL PROFILE FOR N-NITROSODIMETHYLAMINE》
- 2013年复旦投毒案（林森浩投毒案）
- 2018年加拿大皇后大学毒杀未遂案[7]

### 其他案例
2018年7月，由浙江华海药业及珠海潤都製藥公司制造的含缬沙坦（valsartan）原料药被发现可能含有N-亚硝基二甲胺，如果长期服用可能致癌。
欧洲药品管理局（EMA）发布召回公告称，正在审查含有缬沙坦活性物质的药物。这次审查，正是因为华海药业在提供给欧洲市场的部分缬沙坦制剂的原料药中意外发现杂质NDMA。
EMA资料公告显示，缬沙坦药物用于治疗高血压患者，以减少心脏病发作和中风等并发症，它也用于心力衰竭或近期心脏病发作的患者。根据实验室测试的结果，所发现的杂质NDMA被归类为可能的人类致癌物。
EMA称，将调查这些缬沙坦药物中NDMA的水平，它对服用它们的患者可能产生的影响，以及可以采取哪些措施来减少或消除公司生产的未来批次中的杂质。此外，德国、意大利、芬兰、奥地利、日本也相继发布了召回公告，召回含有华海药业提供的缬沙坦原料药的制剂。中華民國衛生福利部食品藥物管理署也下令下架市面流通的數款藥品，這些藥使用到浙江华海药业所製缬沙坦原料藥。該署建議用藥患者切不可擅自停藥，若對用藥有任何疑慮，應在回診時向醫療專業人員諮詢討論，必要時更換藥物。

## 外部連結
- Nitrosodimethylamine (NDMA) Information（页面存档备份，存于）
- Method Development for the Determination of N-Nitrosodimethylamine (NDMA) in Drinking Water（页面存档备份，存于）
- SFPUC NDMA White Paper
- Public Health Statement for n-Nitrosodimethylamine
- Toxicological Profile for n-Nitrosodimethylamine CAS# 62-75-9